# Mercat de l'Abaceria
El Mercat de l’Abaceria o l'Abaceria Central està situat entre els carrers de Puigmartí, Mare de Déu dels Desemparats, Torrijos i la Travessera de Gràcia, a la Vila de Gràcia de Barcelona.

## Història i descripció
En aquest indret, el fabricant Francesc Puigmartí i Caparà (Terrassa, 1785-Barcelona, 1852) va fer construir una fàbrica cotonera, coneguda com a Vapor Nou, que fou inaugurada el 1839 i destruïda per un incendi el 1876.
A la dècada del 1880, l'Ajuntament de Gràcia va instal·lar unes parades a l'aire lliure per als pagesos a la plaça d'Isabel II (actualment de la Revolució de Setembre del 1868). Tanmateix, aquest mercat (que s'estenia pels carrers dels voltants) no reunia les condicions, i a mitjans del 1888, la societat Successors de Francesc Puigmartí i Cia va oferir a l'Ajuntament la compra d'una part dels terrenys de l'antic Vapor Nou per a construir-hi un de nou. L'11 d'octubre del 1889, l'alcalde Frederic Jordana i Deujachs va proposar-ho al ple, que la va aprovar amb sis vots en contra. Tanmateix, el govern de Madrid va anul·lar l'acord per considerar-lo massa onerós per al municipi.

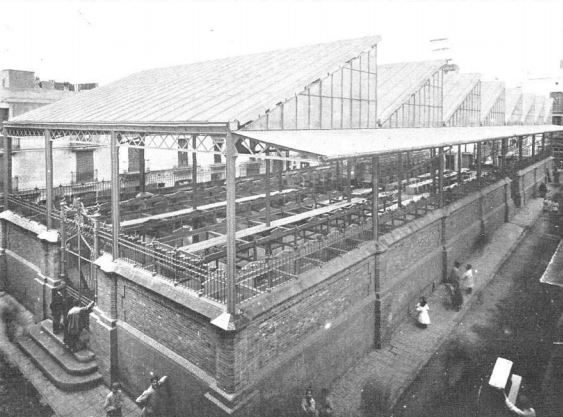
Mercat de la Revolució (1906)

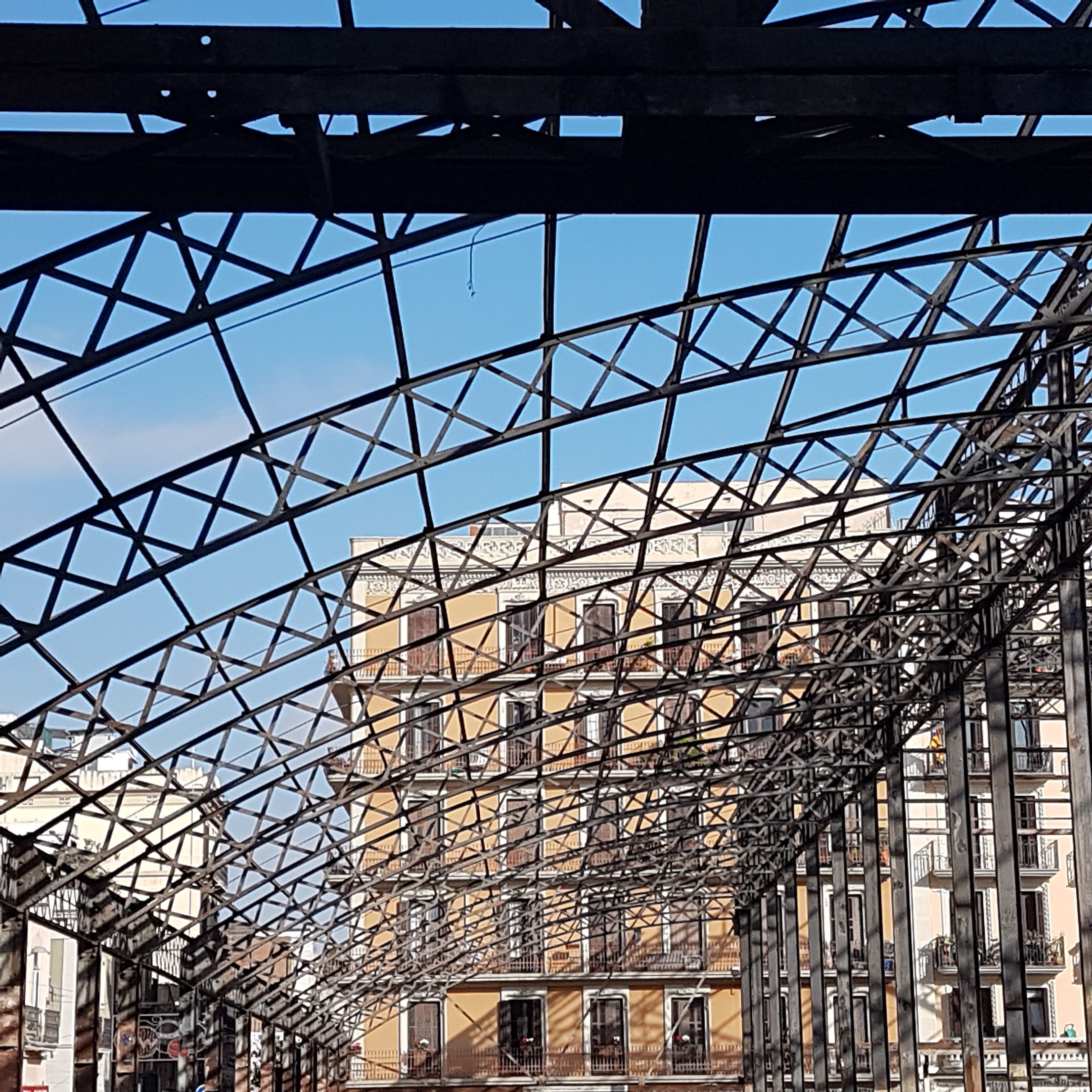
Part de l'estructura metàl·lica del mercat (novembre del 2020)

El lloc netejat (juliol del 2024)

El 4 de desembre del 1891, l'Ajuntament va concedir permís per a tancar els terrenys, i la societat Francesc Torrents i Serra i Cia hi va construir un cobert, projectat per l'arquitecte Joan Torras i Guardiola, que regentava una empresa de construccions metàl·liques. Estava format per una estructura metàl·lica de tres cossos: una nau central més alta sota un arc escarser i dues laterals més baixes sota mitjos arcs escarsers. El revestiment era d'obra vista i la coberta de xapa ondulada de zinc, posteriorment substituïda a la nau central per una de fibrociment.
El nou mercat va ser inaugurat el 21 de desembre d'aquell any, a les quatre de la matinada, generant alguns recels en els antics comerciants. El Diario de Barcelona el descrivia així: «El área del Mercado la cierra una elegante cerca con verja de hierro en la parte superior y junto á ésta existe una calle de circunvalacion intenor, en la que se construiran 63 tiendas para la venta de comestibles y toda clase de artículos. El edificio Abacería ha sido construido todo en hierro por el conocido arquitecto constructor D. J. Torras y consta de tres espaciosas naves, teniendo la central una elevacion de unos 15 metros en el centro de la curva y de unos 10 las dos laterales. El armazón lo forman grandes jácenas de hierro T puestas de pié y las cubiertas de los tres tinglados son de hierro galvanizado, ondulado, sostenidas por crujías de hierro de construccion sencillísima y sólida. En el centro de la nave mayor se ve una elegante verja de hierro adornada con peces y mariscos, labrados en el mismo metal, que limita el sitio destinado á pescadería, en la que se cuentan 28 espaciosos puestos de venta construidos en marmol blanco combinado con el hierro. Junto á la pescadería y al esterior de la misma tienen su emplazamiento nueve puestos para la venta de pesca salada, conteniendo cada uno de ellos 6 pilas de marmol para el remojo, del bacalao. El resto de la nave central lo ocupan 20 mesas para la volatería y caza y 144 puestos para las verduleras. En las naves laterales se hallan repartidas 92 mesas destinadas á la venta de carne, en las que no falta ningun detalle, y otras 20 para garbanzos, habiéndose hecho la distribución con tanto acierto y desahogo que produce agradable golpe de vista. El piso está embaldosado con losetas de alfarería en los sitios destinados al tránsito pedestre y adoquinadas en piedra dura las calles que servirán para el ingreso de los carros. Alumbrarán el nuevo local 44 faroles colocados en las grandes jácenas que sostienen las cubiertas de los tinglados y á una altura conveniente para la buena distribucion de la luz. Los sobres de todas las mesas, escepto las de las verduleras, son de mármol blanco y en todas partes reina una limpieza estremada, abundando el agua potable. Tan solo falta para la terminacion total de las obras que se cierren las fachadas Norte y Sur, lo que se verificará dentro de pocos días; siguiéndose el mismo órden que en las dos restantes, que ayer tenían ya colocados los cristales opacos de las ventanas superiores.»
Després de l'agregació de Gràcia el 1897, el problema de la coexistència d'ambdós mercats es va traspassar a l'Ajuntament de Barcelona, que va intentar reaccionar l'any 1906 cobrint la plaça de la Revolució amb una estructura prefabricada d'acer galvanitzat de l'empresa alemanya Stahlbau Hilgers. Finalment, però, va desistir, i l'11 de juliol del 1911, va comprar el mercat de l'Abaceria a la vídua Dolors Llanés i al seu fill Josep Maria Torrents i Llanés per 400.000 pessetes. Dos anys després, el mercat de la Revolució fou desmantellat i una part dels materials foren utilitzats en la construcció del nou mercat de Galvany. El 1914, i coincidint amb l'obertura del carrer que duu el seu nom, Ramon Puigmartí i de Gispert va cedir a l'Ajuntament una falca de terreny a la cantonada amb el carrer de Torrijos per a eixamplar-hi el mercat.
Fins a la dècada del 1950, unes taules de fusta o de marbre servien per ubicar el gènere de cada parada, l'una contigua de l’altra, de manera que la totalitat del mercat cobert era visible des de qualsevol punt.

### Remodelació
L'Abaceria fou el darrer gran mercat barceloní que restava per remodelar, i s'esperava que tingués 51 parades, un supermercat, espais veïnals, un aparcament per a 50 vehicles i la integració amb una plaça pública. A finals del 2017 es va iniciar la construcció d'una carpa provisional al Passeig de Sant Joan, on es van traslladar els paradistes l'estiu de l'any següent. Tanmateix, les obres es van retardar a causa de la complicació que suposava la retirada de la coberta de fibrociment (uralita) de la nau principal, finalitzada l'octubre del 2020.
Tot i que era catalogada, i malgrat les veus en contra de persones com la besnéta de Joan Torras i Guardiola i l'antic cap del Servei de Patrimoni Jordi Rogent, l'estructura metàl·lica va ser completament desmantellada el desembre del 2023, amb l'excusa que no podia suportar el pes del nou edifici. El març del 2024, durant l'excavació del solar, hi van aparèixer les restes de la nau del Vapor Nou.

## Recreacions
La plaça-mercat apareix esmentada a la novel·la La plaça del Diamant, de Mercè Rodoreda, amb el nom de mercat de Santa Isabel. És on va a comprar la protagonista, Natàlia, prototip de les dones de la Barcelona treballadora de principis del segle xx. En el pròleg de la novel·la l’autora explica que «coneixia el mercat de Santa Isabel, on als quatre o cinc anys anava, cap al tard, als estius, amb una senyora veïna a comprar peix, després de travessar el Torrent de l'Olla.»
A la novel·la, en canvi, per l’itinerari i referències que s'indiquen per arribar-hi, «la plaça de vendre» sembla ubicada a l’actual Mercat de la Llibertat, tot i que l’escriptora hi evoqui, en realitat, el de l’Abaceria: «L’olor de carn, de peix, de flors i de verdures es barrejava i, encara que no hagués tingut ulls, de seguida hauria endevinat que m’acostava a la plaça de vendre. Sortia del meu carrer i travessava el carrer Gran, amb tramvies amunt i avall, grocs, amb campaneta. Amb el conductor i el cobrador amb vestits ratllats de ratlles fines que tot plegat feia gris. El sol venia tot sencer de la banda del Passeig de Gràcia i ¡plaf! per entre els rengles de cases queia damunt de l’empedrat, damunt de la gent, damunt de les lloses dels balcons. […] I m’anava ficant en l’olor de la plaça de vendre i en els crits de la plaça de vendre per acabar a dintre de les empentes, en un riu espès de dones i de cistells. La meva musclaire, amb maneguins blaus i davantal amb pitet […] escampaven, olor de mar. […] Dels rengles de les tripaires [...]. La meva peixatera, amb dents d'or i rient, pesava palangres [...]. Les cols de paperina, me les guardava la meva verdulaire [...]. I tot anava així, amb maldecaps petits, fins que va venir la república.»